# Вольф, Герман
Карл Фридрих Август Герман Вольф (нем. Karl Friedrich August Hermann Wolff или нем. Hermann Wolff, 1866 — 1929) — немецкий ботаник, миколог и ветеринар.

## Биография
Герман Вольф родился 22 июня 1866 года в городе Браунлаге.
С 1885 по 1890 учился ветеринарной медицине в Берлинском университете. С 1894 года работал ветеринаром. В 1925 году стал доктором философии.
Он внёс значительный вклад в ботанику, описав множество видов семенных растений.
Карл Фридрих Август Герман Вольф умер 21 апреля 1929 года в Берлине.

## Научная деятельность
Карл Фридрих Август Герман Вольф специализировался на семенных растениях и на микологии.

## Почести
В его честь был назван вид растений Neoparrya wolffi семейства Зонтичные.